# Owraschkino
Owraschkino (russisch Овражкино, deutsch Budupönen, Kirchspiel Schirwindt, 1938 bis 1945: Moosbach, litauisch Būdupėnai) ist ein verlassener Ort im Rajon Krasnosnamensk der russischen Oblast Kaliningrad.
Die Ortsstelle befindet sich sechs Kilometer ostsüdöstlich von Pobedino (Schillehnen/Schillfelde) an dem kleinen Fluss Budowka (dt. Buduppe, 1938 bis 1945: Moos-Bach) einen Kilometer von der Grenze zu Litauen und der Scheschuppe entfernt.

## Geschichte

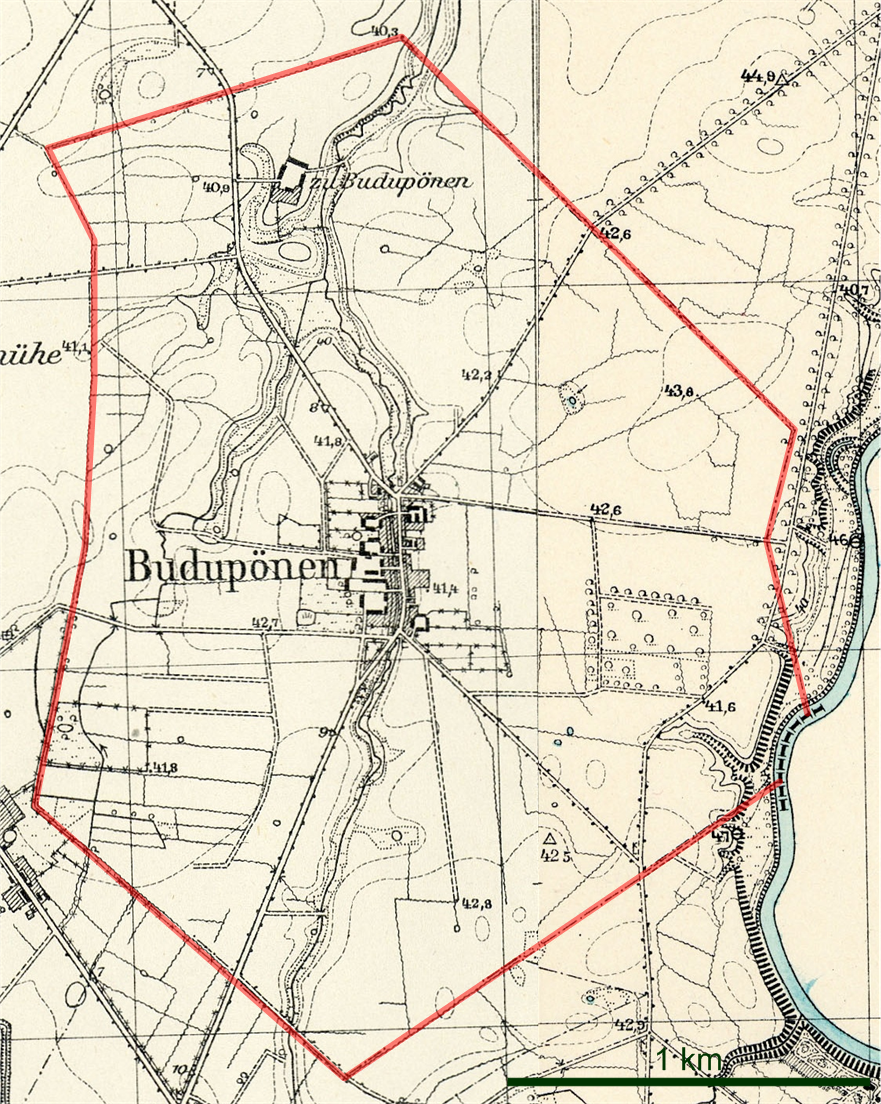
Die Gemeinde Budupönen, Kirchspiel Schirwindt auf zwei Messtischblättern von 1934 und 1936

Der Ort wurde 1693 gegründet. Um 1780 war Budupöhnen, das auch Szillischken genannt wurde, ein Schatull-kölmisches Dorf. Budupönen war ein recht häufiger Ortsname in Ostpreußen, so gab es im 1815 gebildeten Kreis Pillkallen allein drei Orte dieses Namens, die durch Beifügung des Namens des evangelischen Kirchspiels voneinander unterschieden wurden. Dieser Ort gehörte zum Kirchspiel Schirwindt. 1874 wurde die Landgemeinde Budupönen in den neu gebildeten Amtsbezirk Doristhal im Kreis Pillkallen eingegliedert. 1938 wurde Budupönen, Ksp Schirwindt, in Moosbach umbenannt.
1945 kam der Ort in Folge des Zweiten Weltkrieges mit dem nördlichen Ostpreußen zur Sowjetunion. 1947 erhielt er den russischen Namen Owraschkino und wurde gleichzeitig dem neu gebildeten Dorfsowjet Pobedinski selski Sowet im Rajon Krasnosnamensk zugeordnet. Owraschkino wurde vor 1975 aus dem Ortsregister gestrichen.

### Einwohnerentwicklung
| Jahr | Einwohner | Bemerkungen                 |
| ---- | --------- | --------------------------- |
| 1867 | 113       |                             |
| 1871 | 137       |                             |
| 1885 | 168       | davon 5 Juden               |
| 1905 | 119       | davon 10 litauischsprachige |
| 1910 | 123       |                             |
| 1933 | 86        |                             |
| 1939 | 108       |                             |

## Kirche
Budupönen/Moosbach gehörte zum evangelischen Kirchspiel Schirwindt. Die katholische Minderheit (1905: 9 von 119 Bewohnern) war bis 1930 in Bilderweitschen und dann in Schillehnen eingepfarrt.